# Simon Michelet
Simon Themstrup Michelet, född den 8 februari 1863 i Trondhjem, död den 15 oktober 1942 i Bærum, var en norsk teolog. Han var kusins son till Carl Johan Michelet. Från 1888 var han gift med författarinnan Marie Elisabeth Storjohann.
Michelet blev student 1881, vann 1885 "kronprinsens guldmedalj" för en teologisk avhandling och tog 1887 teologisk ämbetsexamen med utmärkelse samt studerade fem år gammaltestamentlig exegetik och religionshistoria i tanke att få professuren efter C.P. Caspari. Den ovilja, som Michelet ådragit sig genom sitt politiska uppträdande, hade dock till följd, att stortinget vid Casparis död 1892 indrog dennes lärostol för att undslippa Michelet som hans efterträdare. År 1894 tog Michelet doktorsgraden på arbetet Amos oversat og fortolket, med en udsigt over de samtidige tilstande i Israel (1893) och tjänstgjorde de närmast följande åren som präst. År 1896 beviljade stortinget åter den indragna professorslönen, och samma år utnämndes Michelet till professor i gammaltestamentlig teologi. 
I Det gamle testamentes syn paa synden (1899), Gamle helligdomme i nyt lys (1902), Det gamle testamentes betydning for os. Tre foredrag (1906) samt i många avhandlingar, ofta i populär form, och särskilt i "Norsk teologisk tidsskrift", som han sedan 1900 redigerade jämte Lyder Brun, sökte han med framgång  orientera den religiöst intresserade allmänheten i samtidens gammaltestamentliga forskning och problem. Han visar sig härvid som en moderat anhängare av den moderna bibelkritiken. Hans främsta arbete är Forberedelsen for Kristus i Israels religionshistorie, I ("Fra Mose til profeterne", 1915), II ("Fra profeterne til Jesus Kristus", 1919). Michelet deltog livligt i kristliga studentrörelsen.